# Roxbee Cox, Baron Kings Norton
Harold Roxbee Cox, Baron Kings Norton (* 6. Juni 1902 in Birmingham; † 21. Dezember 1997 in Chipping Campden, Gloucestershire) war ein britischer Ingenieur für Aeronautik, der 1965 als Life Peer aufgrund des Life Peerages Act 1958 Mitglied des House of Lords wurde und 28 Jahre lang Kanzler der Cranfield University war.

## Leben

### Studium, Lecturer und Luftschiffkonstrukteur

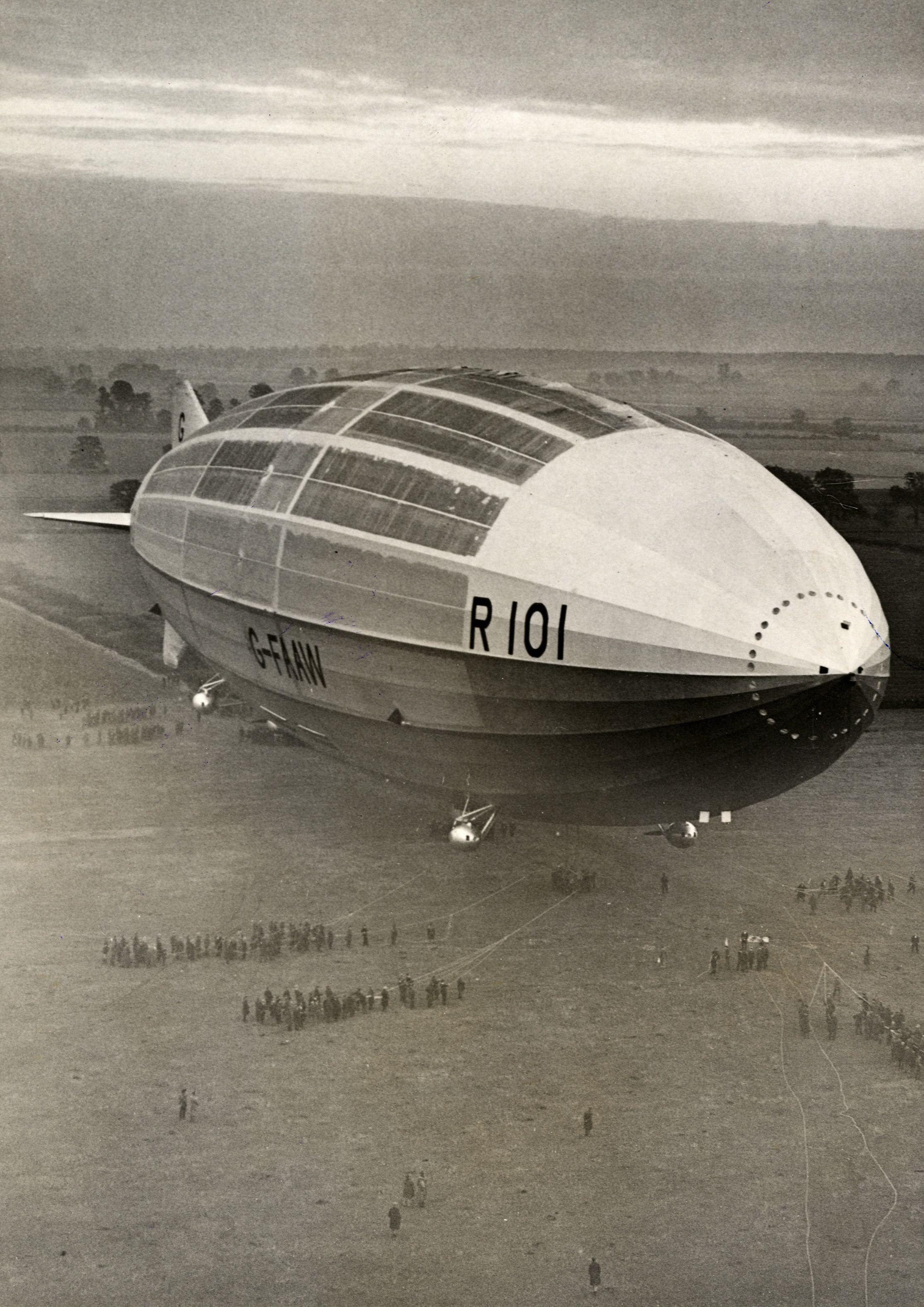
R101

Cox absolvierte nach dem Besuch der Grammar School in Kings Norton ein Studium am Imperial College London, das er mit einem Bachelor of Science (B.Sc.) abschloss. Ein darauf folgendes postgraduales Studium am Imperial College beendete er mit einem Doctor of Philosophy (Ph.D.) und arbeitete anschließend ab 1924 als Ingenieur bei dem Projekt zum Bau des Verkehrsluftschiffes R101 in den Royal Airship Works in Cardington mit.
Nachdem Cox zuletzt seit 1931 Cheftechnologe bei den Royal Airship Works war, wurde er 1932 selbst Lecturer für Flugzeugbau am Imperial College in London und lehrte dort bis 1938. Daneben war er zwischen 1935 und 1940 Mitarbeiter des Luftfahrtunternehmens Royal Aircraft Establishment (RAE) in Farnborough, und zwar zunächst als Leitender Wissenschaftler der Abteilung für Aerodynamik, danach zwischen 1936 und 1938 als Leiter der Abteilung für Luftstreitkräfte sowie zuletzt zwischen 1939 und 1940 als Superintendent für wissenschaftliche Forschung.
Zugleich war er von 1938 bis 1939 Cheftechnologe des Air Registration Board, eine neugeschaffene Behörde zur Prüfung und Zertifizierung der Luftfahrttauglichkeit neuer Flugzeugmodelle.
Während des Zweiten Weltkrieges wechselte Cox 1940 in das Ministerium für Luftfahrtproduktion (Ministry of Aircraft Production), in dem er erst stellvertretender Direktor für wissenschaftliche Forschung war und danach von 1943 bis 1944 Direktor der Abteilung für Sonderprojekte. Daraufhin übernahm er 1944 die Funktionen als Vorstandsvorsitzender und Geschäftsführender Direktor von Power Jets Ltd, einem von Frank Whittle gegründeten Unternehmen zur Entwicklung und zum Bau von Strahltriebwerken.

### Nachkriegszeit, Wirtschaftsmanager und Oberhausmitglied
Nach der Verstaatlichung von Power Jets Ltd. durch den damaligen Minister für Luftfahrtproduktion, Richard Stafford Cripps, und die damit verbundene Umbenennung in National Gas Turbine Establishment (NGTE Pyestock) wurde Cox 1946 Direktor dieses Unternehmens und behielt diese Funktion bis 1948. Während dieser Zeit wurde er 1946 mit der Bronzemedaille der Katholischen Universität Löwen sowie 1947 mit der Medal of Freedom geehrt.
Cox, der zwischen 1947 und 1949 Präsident der Royal Aeronautical Society war, war zwischen 1948 und 1954 Chefwissenschaftler des  Ministeriums für Brennstoffe und Energie (Ministry of Fuel and Power). Für seine Verdienste wurde er 1953 zum Knight Bachelor geschlagen und führte seither den Namenszusatz „Sir“.
Nach seinem Ausscheiden aus dem Regierungsdienst übernahm er einige Funktionen als Wirtschaftsmanager in verschiedenen Unternehmen der Privatwirtschaft wie zum Beispiel 1954 als Vorstandsmitglied von Wilmot Breeden Ltd. 1957 wurde er Mitglied des Vorstandes der Metal Box Company Ltd sowie 1958 des in Norwich ansässigen Flugzeugherstellers Boulton Paul Aircraft. 1961 wurde er Nachfolger von Sir Robert Barlow als Vorstandsvorsitzender der Metal Box Company.
Darüber hinaus war er zwischen 1961 und 1965 Vorsitzender des Rates für wissenschaftliche und industrielle Forschung (Council for Scientific and Industrial Research) sowie von 1964 bis 1971 Vorsitzender des Rates für Nationale Akademische Ehrungen (Council for National Academic Awards).
Durch ein Letters Patent vom 22. Juni 1965 wurde Cox, dem 1954 ein Ehrendoktor der Wissenschaften (Hon. D.Sc.) von der University of Birmingham verliehen worden war, aufgrund des Life Peerages Act 1958 als Life Peer mit dem Titel Baron Kings Norton, of Wotton Underwood in the County of Buckinghamshire, zum Life Peer erhoben und gehörte damit bis zu seinem Tod dem House of Lords an.
Ferner fungierte er zwischen 1966 und 1972 als Vorsitzender des Air Registration Board sowie von 1967 bis 1975 als Vorstandsvorsitzender von Berger, Jenson & Nicholson.

### Kanzler der Cranfield University und Präsident der Royal Institution
1969 wurde Cox, der 1966 einen Ehrendoktor der Technologie (Hon. D.Tech.) der Brunel University sowie 1969 einen weiteren Ehrendoktor der Rechtswissenschaften (Hon. LL.D.) des Council for National Academic Awards erhielt, Kanzler des Cranfield Institute of Technology, der heutigen Cranfield University. Das Amt des Universitätskanzlers bekleidete er 28 Jahre lang bis zu seinem Tod 1997.
Neben seiner Tätigkeit als Kanzler des Cranfield Institute of Technology war Cox zwischen 1969 und 1976 auch Präsident der Royal Institution of Great Britain. Des Weiteren erhielt er 1970 einen weiteren Ehrendoktor der Wissenschaften (Hon. D.Sc.) des Cranfield Institute of Technology und wurde 1976 auch Fellow des City and Guilds of London Institute. Weiterhin wurde ihm 1986 ein zusätzlicher Doktor der Wissenschaften (Hon. D.Sc.) der University of Warwick sowie 1987 die Würde eines Liveryman der Guild of Air Pilots and Air Navigators.

## Veröffentlichungen
- Airship design. In: The Handbook of Aeronautics. Mitautor: Thomas Stanley Davies Collins, London: Gale and Polden, 1931
- Cases of purely torsional loading on stripped aeroplane wings, London: HMSO, 1931
- A statistical method of investigating the relations between the elastic stiffnesses of aeroplane wings and wing-aileron flutter, London: HMSO, 1932
- Theory of loss of lateral control due to wing twisting, Mitautor A. G. Pugsley, London: HMSO, 1932* The stability of the static equilibrium of the elastic and aerodynamic actions on a wing, Mitautor A. G. Pugsley, London: HMSO, 1932
- Effect of stiff ribs on torsional stiffness of wings, Mitautor D. Williams, London: HMSO, 1933
- The effect of the ribs on the stresses in the spars of a two-spar wing subjected to the most general type of loading, Mitautor D. Williams, London: HMSO, 1933
- Stiffness determination in certain cantilever wings, Mitautoren J. Hanson und W. T. Sandford, London: HMSO, 1934
- The aileron power of a monoplane, Mitautor A. G. Pugsley, London: HMSO, 1934
- Abstract on the synthesis and analysis of simply-stiff frameworks, London: HMSO, 1934
- Abstract. Notes on the optimum stiffness of thin shells, London: HMSO, 1936
- Recent work on industrial gas turbines, London, 1954
- Gas turbine principles and practice, London: Newnes, 1955
- The coming of the Council for National Academic Awards, Association of Technical Institutions, 1964
- Quality control for the manager, Mitautoren Alan Cowen und R. F. Rooke, Pergamon, 1964
- Science, technology, education and management, London: British Institute of Management, 1966
- Cars for cities: a study of trends in the design of vehicles with particular reference to their use in towns, Mitautor J. Garlick, London: H.M.S.O, 1967
- All my life I have been interested in ideas of precision, compactness, elegance and simplicity…, Hillingdon: Hillingdon Press for the Society, 1971
- A wrack behind, Cranfield: Cranfield University Press, 1999.

### Leben
- Harold Cox im Hansard (englisch)
- Eintrag in Cracroft’s Peerage
- Eintrag in Leigh Rayment Peerage
- Harold Roxbee Cox, Baron Kings Norton auf thepeerage.com, abgerufen am 12. September 2016.
- Eintrag in der National Portrait Gallery (London)
- Lord Kings Norton: A biographical Sketch (PDF; 175 kB)
- Eintrag auf der Homepage des King’s College London
- Eintrag auf der Kings Norton Boys School
- Profile: Sir Roxbee Cox: Scientist, industrialist, administrator. In: New Scientist vom 17. März 1960, S. 658 f.
- Obituary: Lord Kings Norton. In: The Independent vom 5. Januar 1998

### Veröffentlichungen
- Selected publications of Lord Kings Norton (Homepage der Cranfield University)
- Veröffentlichungsnachweis in der Open Library
- Veröffentlichungsnachweis in Google Books